# Au clair de la Lune
Au clair de la lune és una cançó popular francesa amb una melodia, molt característica, així com la lletra — especialment la primera estrofa — són tan familiars que han estat objecte d'innombrables citacions, adaptacions, paròdies, pastitxs, etc. Tot i que les diferents versions reclamen venir del mateix origen, es veu poc el certificat de naixement d'aquesta cançó.